# Dermot Curtis
Dermot Curtis (26. august 1932 - 1. november 2008) var en irsk fodboldspiller (angriber).
Curtis spillede størstedelen af sin karriere i England, hvor han repræsenterede blandt andet Bristol City, Exeter City og Ipswich Town. Han vandt det engelske mesterskab med Ipswich i 1962.
For det irske landshold spillede Curtis 17 kampe i perioden 1956-1963.

## Titler
Engelsk mesterskab
- 1962 med Ipswich Town

Irsk mesterskab
- 1953 med Shelbourne